# Ужченко Віктор Дмитрович
Ужченко Віктор Дмитрович (*14 травня 1935, с. Підлозіївка Охтирського району Сумської області — 7 лютого 2010, Луганськ) — український лінгвіст, професор, доктор філологічних наук, завідувач кафедр Луганського національного університету імені Тараса Шевченка, засновник Луганської фразеологічної наукової школи, член Української національної комісії з питань правопису.

## Біографія
Народився в селі Підлозіївка Охтирського району Сумської області.
1959 року вступив, а 1964 закінчив навчання на філологічному факультеті Харківського університету.
Працював учителем української мови й літератури в Міусинську на Луганщині.
Навчався заочно в аспірантурі Харківського університету.
З 1967 до 1968 року працював асистентом кафедри української мови Харківського університету.
1973 року захистив кандидатську дисертацію «Фразеологія творів Остапа Вишні».
Починаючи від 1977 року, живе та працює в Луганську. Обіймає посаду викладача, доцента, професора, завідувача кафедри філологічних дисциплін і методики їх викладання в початковій школі.
1994 року захищає докторську дисертацію «Історико-лінгвістичний аспект формування української фразеології».
З 1998 до 2007 року — завідувач кафедри української мови на факультеті української філології.
Входив до наукової ради та наукової комісії університету.
Виконував обов'язки заступника головного редактора наукового видання університету «Вісник Луганського національного педагогічного університету ім. Тараса Шевченка». Заснував 2003 року й керував виданням наукового журналу «Лінгвістика».
Підготував чотирьох кандидатів наук.

## Науковий доробок
Віктор Ужченко — автор понад 200 наукових публікацій.
- Народження і життя фразеологізму / В. Д. Ужченко. — К. : Рад. шк., 1988. — 278 с.
- Українська фразеологія : навч. посіб. для філол. фак. ун-тів / В. Д. Ужченко, Л. Г. Авксентьев. — Х. : Основа, 1990.- 167 с.
- Вивчення фразеології в середній школі : посіб. для вчителя / В. Д. Ужченко. — К. : Рад. шк., 1990.- 175 с.
- Фразеологічний словник східнослобожанських і степових говірок Донбасу / В. Д. Ужченко. — Луганськ, 1997. — 143 с.; 5-те вид., перероб і доп.- 2005.- 348 с.
- Фразеологічний словник української мови : близько 2500 виразів / В. Д. Ужченко, Д. В. Ужченко. — К. : Освіта, 1998. — 224 с.
- Образи рідної мови / В. Д. Ужченко. — Луганськ : Знання, 1999. — 216 с.
- Східноукраїнська фразеологія / В. Д. Ужченко.- Луганськ: Альма-матер, 2003.- 362 с.
- Фразеологія сучасної української мови : посіб. для студ. філол. фак. вищ. навч. закл. / В. Д. Ужченко, Д. В. Ужченко. — Луганськ : Альма-матер, 2005. — 400 с.
- Актуальні питання розвитку української мови. Вступ. Лексикологія. Фразеологія : посіб. для магістрантів / В. Д. Ужченко. — Луганськ : Альма-матер, 2005. — 148 с.
- Сучасна українська мова : зб. вправ і завдань : для студ. вищ. навч. закл. I–II рівнів акредитації / В. Д. Ужченко, Т. Г. Ужченко, Т. С. Маркотенко.- К. : Вища шк., 2006.- 286 с.
- Фразеологія сучасної української мови : навч. посіб. / В. Д. Ужченко, Д. В. Ужченко. — К. : Знання, 2007 .- 494 с.

## Нагороди
- заслужений діяч науки і техніки України (1998)
- орден Петра Могили
- почесний професор ЛДПУ